# 20. Tony-gála
A 20. Tony-gála az 1965/1966-os szezon legjobb Broadway színházi alakításait értékelte. A díjátadót 1966. június 16-án tartották a New York-i Rainbow Roomban, a műsor házigazdái George Abbott és Ginger Rogers volt. A gálát a WCBS-TV közvetítette élőben és az előadást a New York-i színházak szövetsége szponzorálta.

## Győztesek és jelöltek
A nyertesek félkövérrel jelölve.
| Legjobb színdarab | Legjobb musical |
| --- | --- |
| - Marat/Sade – Peter Weiss - Elfogadhatatlan tanúvallomás – John Osborne - Philadelphia, nincs más út! – Brian Friel - The Right Honourable Gentleman – Michael Dyne                                                                                                 | - La Mancha lovagja - Mame néni - Skyscraper - Édes Charity |
| Legjobb férfi főszereplő színdarabban | Legjobb női főszereplő színdarabban |
| - Hal Holbrook – Mark Twain Tonight (Mark Twain) - Roland Culver – Ivanov (Pavel Lebedev) - Donal Donnelly, Patrick Bedford – Philadelphia, nincs más út! (Gareth O'Donnell) - Nicol Williamson – Elfogadhatatlan tanúvallomás (Bill Maitland)                       | - Rosemary Harris – Az oroszlán télen (Aquitániai Eleonóra) - Sheila Hancock – Mr. Sloane szórakozik (Kath) - Kate Reid – Slapstick Tragedy (Celeste/Molly) - Lee Remick – Várj, míg sötét lesz! (Susy Hendrix)      |
| Legjobb férfi főszereplő musicalben | Legjobb női főszereplő musicalben |
| - Richard Kiley – La Mancha lovagja (Don Quijote/Cervantes) - Jack Cassidy – It's a Bird... It's a Plane... It's Superman (Max Mencken) - John Cullum – On a Clear Day You Can See Forever (Dr. Mark Bruckner) - Harry Secombe – A pickwick klub (Pickwick)          | - Angela Lansbury – Mame néni (Mame Dennis) - Barbara Harris – On a Clear Day You Can See Forever (Daisy/Melinda) - Julie Harris – Skyscraper (Georgina) - Gwen Verdon – Édes Charity (Charity Hope Valentine)       |
| Legjobb férfi mellékszereplő színdarabban | Legjobb női mellékszereplő színdarabban |
| - Patrick Magee – Marat/Sade (Marquis de Sade) - Burt Brinckerhoff – Kaktuszvirág (Igor) - Larry Haines – Generation (Stan Herman) - Eamon Kelly – Philadelphia, nincs más út! (S. B. O'Donnell)                                                                     | - Zoe Caldwell – Slapstick Tragedy (Polly) - Glenda Jackson – Marat/Sade (Charlotte Corday) - Mairin D. O'Sullivan – Philadelphia, nincs más út! (Madge) - Brenda Vaccaro – Kaktuszvirág (Toni)                      |
| Legjobb férfi mellékszereplő musicalben | Legjobb női mellékszereplő musicalben |
| - Frankie Michaels – Mame néni (Patrick Dennis) - Roy Castle – A pickwick klub (Sam Weller) - John McMartin – Édes Charity (Oscar) - Michael O'Sullivan – It's a Bird... It's a Plane... It's Superman (Dr. Abner Sedgwick)                                          | - Beatrice Arthur – Mame néni (Vera Charles) - Helen Gallagher – Édes Charity (Nickie) - Patricia Marand – It's a Bird... It's a Plane... It's Superman (Lois Lane) - Charlotte Rae – A pickwick klub (Mrs. Bardell) |
| Legjobb színdarabrendező | Legjobb musicalrendező |
| - Peter Brook – Marat/Sade - Hilton Edwards – Philadelphia, nincs más út! - Ellis Rabb – Így élni jó - Noel Willman – Az oroszlán télen | - Albert Marre – La Mancha lovagja - Cy Feuer – Skyscraper - Bob Fosse – Édes Charity - Gene Saks – Mame néni |
| Legjobb eredeti zene | Legjobb koreográfia |
| - La Mancha lovagja – Mitch Leigh (zene), Joe Darion (dalszöveg) - Édes Charity – Cy Coleman (zene),Dorothy Fields (dalszöveg) - Mame néni – Jerry Herman (zene és dalszöveg) - On a Clear Day You Can See Forever – Burton Lane (zene), Alan Jay Lerner (dalszöveg) | - Bob Fosse – Édes Charity - Jack Cole – La Mancha lovagja - Michael Kidd – Skyscraper - Onna White – Mame néni |
| Legjobb díszlettervezés | Legjobb jelmeztervezés |
| - Howard Bay – La Mancha lovagja - William Eckart, Jean Eckart – Mame néni - David Hays – Drat! The Cat! - Robert Randolph – Anya/Skyscraper /Édes Charity | - Gunilla Palmstierna-Weiss – Marat/Sade - Loudon Sainthill – The Right Honourable Gentleman - Howard Bay, Patton Campbell – La Mancha lovagja - Irene Sharaff – Édes Charity                                        |

### Különdíjak
- Helen Menken (posztumusz)

## Műsorvezetők
A gálán az alábbi műsorvezetők működtek közre:
- Lauren Bacall
- Herschel Bernardi
- Sandy Dennis
- Henry Fonda
- Phil Ford
- Mimi Hines
- Ray Milland
- Barry Nelson
- Mike Nichols
- Thelma Oliver
- April Olrich
- Maureen O'Sullivan
- Neil Simon

## Fordítás
- Ez a szócikk részben vagy egészben  a(z)   20th Tony Awards című angol Wikipédia-szócikk fordításán alapul.  Az eredeti cikk szerkesztőit annak laptörténete sorolja fel. Ez a jelzés csupán a megfogalmazás eredetét és a szerzői jogokat jelzi, nem szolgál a cikkben szereplő információk forrásmegjelöléseként.